# Beat On The Brat
Beat On The Brat, en español: "Golpea al mocoso", es una canción de la banda estadounidense de Punk Rock Ramones, perteneciente al álbum debut de esta.

## Historia
Según Joey, la inspiración para la letra y título se remonta a cuando él era niño y vivía en Birchwood Towers, Forest Hills. Un barrio de clase baja donde vivían muchas mujeres con niños "mocosos" que eran odiosos. En una ocasión estaba Joey en un Parque de juegos donde había al lado suyo una mujer con un niño gritando, un horrible niño gritando y corriendo sin razón, ese tipo de niño que todos quieren matar, y de ahí sale la letra "Beat On The Brat, Beat On The Brat, Beat On The Brat with a baseball bat", que en español sería: "Golpea al mocoso, golpea al mocoso, golpea al mocoso con un bate de béisbol".

## Personal
- Joey Ramone: Voz
- Johnny Ramone: Guitarra eléctrica
- Dee Dee Ramone: Bajo eléctrico
- Tommy Ramone: Batería
- Producción: Craig Leon